# Thagria albonotata
Thagria albonotata är en insektsart som beskrevs av Li 1989. Thagria albonotata ingår i släktet Thagria och familjen dvärgstritar. Inga underarter finns listade i Catalogue of Life.